# سوني إكسبيريا إم 2
سوني إكسبيريا إم 2، (بالإنجليزية: Sony Xperia M2)‏ هو هاتف ذكي يعمل بنظام أندرويد أنتجته شركة سوني في أيار من العام 2014، وهنالك اختلاف من ناحية المعالجة والنظام بين نسخه.

## المواصفات

### الشاشة
الشاشة بقياس 4.8 بوصات ودقة عرض 540×960 بكسل، وكثافة الشاشة 229 بكسل في البوصة الواحدة، أما تقنية العرض فهي TFT، وتدعم الشاشة تقنية اللمس المتعدد، ويوجد بها أجهزة لقياس التسارع والإضاءة والبعد.

### نظام التشغيل والمعالجة والذاكرة
نظام التشغيل هو أندرويد من الإصدار 4.3، وقد تم تحديث نسخ منه إلى الإصدار 4.4، ويخطط لتحديثه إلى الإصدار 5.1، أما من ناحية المعالجة فالمعالج من نوع كوالكوم بسرعة 1.2 جيجاهرتز رباعي النوى، ومعالج الرسوميات هو أدرينو 305. الذاكرة الداخلية للجهاز بسعة 8 جيجابايت وذاكرة الرام بسعة 1 جيجابايت، ويمكن له استقبال بطاقة ذاكرة بسعة 32 جيجابايت.

### الكاميرا
الكاميرا الخلفية للجهاز بدقة 8 ميجابكسل مع فلاش LED وتقنية التركيز الآلي، ودقة تصوير الفيديو 1080 بكسل (Full HD)، أما الكاميرا الأمامية فبدقة 0.3 ميجابكسل ودقة تصوير الفيديو فيها 480 بكسل. ميزات للكاميرا: التركيز باللمس، وتحديد الوجه، والتصوير البانورامي.

### الصوتيات
نظام الوسائط المتعددة في الجهاز هو Android media player، ويمكنه تشغيل ملفات بصيغ: MP3 وMP4 وOGG وWAV، كما أنه قادر على تسجيل الأصوات.

### الإنترنت
متصفح الإنترنت في الجهاز هو Android Browser، كما يحمل تقنية واي فاي مع ميزة موجة الواي فاي، ومن تقنيات التراسل فيه: POP3 وMMS.

### الاتصال
جيل الاتصالات في الجهاز هو الجيل الرابع، والبلوتوث من الإصدار الرابع، أما اليو إس بي فهو من الإصدار الثاني.

### جسم الجهاز
كتلة الجهاز 148 غرام، وأبعاده: 8.6 مليمتر سمكا، و71.1 مليمتر عرضا، و139.6 مليمتر طولا، وهو مغلف بطبقة من زجاج غوريلا من الإصدار الثالث.

### باقي المواصفات
بطارية الجهاز بسعة 2300 ملي أمبير وغير قابلة للنزع، ومدخل سماعة الرأس بقطر 3.5 مليمتر ويمكن للجهاز تشغيل راديو إف إم.